# Zeltbräu

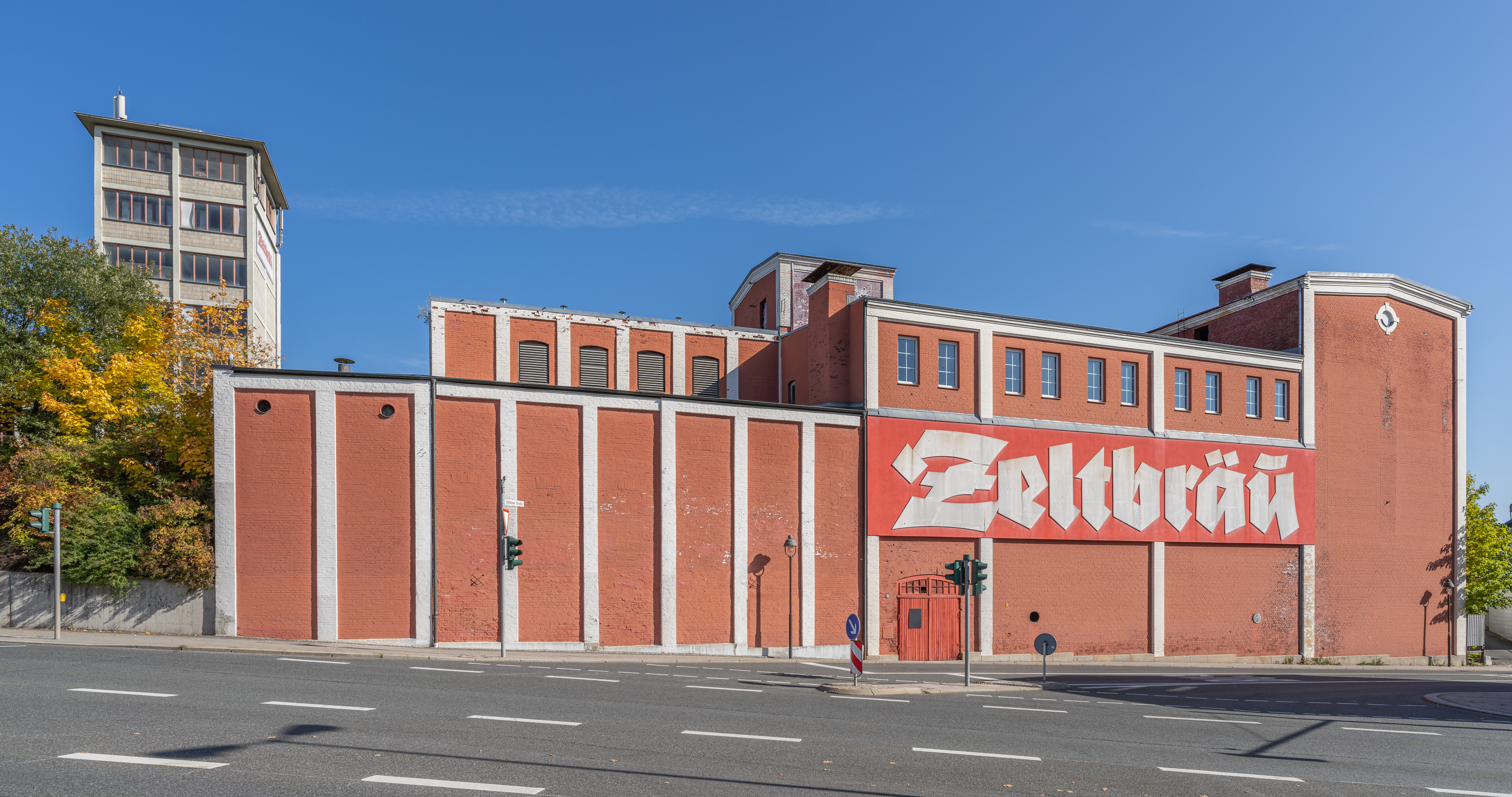
Gebäude der ehemaligen Zeltbräu in der Schleizer Straße in Hof (Saale)

Zeltbräu war eine Brauerei in der Stadt Hof. Sie wurde im Jahr 1856 gegründet. Im Jahr 2010 wurde vom Brauereiinhaber Lars Bredow erstmalig Insolvenz angemeldet. Ende 2010 wurde die Brauerei von der Helmbrechtser Unternehmerfamilie Schneider übernommen und unter ES Brau & Water GmbH weitergeführt. Bereits im Januar 2011 wurde dann auch für diese Firma Insolvenz angemeldet. Der Betrieb wurde 2011 endgültig eingestellt.
Die Firma beschäftigte zuletzt 10 Mitarbeiter.
Bekannt war die Brauerei u. a. für das sogenannte Schlappenbier, welches traditionell für den Hofer Schlappentag gebraut wird. Seit der Schließung wird das Schlappenbier von der Brauerei Scherdel hergestellt.

## Trivia
Es existiert bis heute eine Webseite der Brauerei, welche alternierend verschiedene Bilder zeigt u. a. auch eine Zeichnung des Gebäudes von Karl Bedal.